# El Montgròs
|  | Per a altres significats, vegeu «Montgròs». |

El Montgròs és una muntanya de 357 metres als municipis de Sant Pere de Ribes i Canyelles, a la comarca del Garraf. És un dels darrers contraforts orientals del massís del Garraf, i cota màxima de Sant Pere de Ribes. Pel vessant de Sant Pere de Ribes el bosc és present fins a dalt de tot del cim, tot i que l'incendi que patí la muntanya el 13 de maig de 1997 l'afectà de manera important. A la seva falda hi ha la petita urbanització dels Vinyals. Pel vessant de Canyelles la urbanització Califòrnia arriba fins a gairebé dalt de tot del cim. El cim és coronat per un conjunt d'antenes de ràdio i televisió que donen senyal a bona part del Penedès.
Entre els ribetans és tradicional hissar-hi la bandera catalana l'11 de setembre i dur-hi un pessebre pels volts de Nadal.